# Hochschulpolitische Arbeitsgemeinschaft studentischer Verbände
Die Hochschulpolitische Arbeitsgemeinschaft studentischer Verbände (Hopoag, HAG) war ein 1932 gegründeter und 1933 aufgelöster Studentenverband, der in Opposition zum Nationalsozialistischen Deutschen Studentenbund (NSDStB) stand.

## Vorgeschichte
Nach dem Ersten Weltkrieg wurde als deutschlandweite Interessenvertretung der örtlichen Studentenschaften die Deutsche Studentenschaft (DSt) gegründet.
Im Jahr 1926 wurde der Nationalsozialistische Deutsche Studentenbund (NSDStB) als Hochschulgruppe der NSDAP gegründet. Anfangs kooperierten die studentischen Verbände in vielen Fällen mit dem NSDStB. Berührungspunkte waren hierbei besonders der Revanchismus nach dem vermeintlich zu Unrecht verlorenen Krieg, sowie teilweise auch der um sich greifende Antisemitismus. Diese konnten anfangs die gewichtigen Unterschiede (Führerprinzip ↔ Conventsprinzip) überdecken.
Auf dem Studententag 1931 übernahm der NSDStB die Führung in der DSt. Kurz darauf brach zwischen NSDStB und Deutscher Burschenschaft (DB), dem damals größten Korporationsverband, offener Streit aus. Die DB beschloss, dass ihre Angehörigen durch Selbstausschluss ausschieden, wenn sie Anweisungen von außerhalb der DB stehenden Personen annahmen. Damit reagierte die DB auf den wachsenden Einfluss nationalsozialistischer Studenten innerhalb der Korporationsverbände. Auf dem Burschentag 1932 war ein Schreiben des NSDStB an NSDAP-Mitglieder, die am Burschentag teilnahmen, bekannt geworden. Diese wurden angewiesen, bestimmte Anträge zu stellen und zu unterstützen. Einstimmig verwahrte sich der Burschentag daraufhin gegen die „Anmaßung einer Befehlsgewalt über Burschenschafter“.

## Gründung
Um den Einfluss des NSDStB einzudämmen, bildete sich unter der Führung der DB im September 1932 die „Hochschulpolitische Arbeitsgemeinschaft studentischer Verbände“ (Hopoag), der auch die studentischen Verbände Deutsche Landsmannschaft, Cartellverband der katholischen deutschen Studentenverbindungen (CV) und Kartellverband katholischer deutscher Studentenvereine (KV) sowie die politischen Hochschulgruppen Deutschnationale Studentenschaft und Stahlhelm-Studentenring Langemarck angehörten. Weitere Korporationsverbände, wie die Deutsche Sängerschaft (DS), schlossen sich ebenfalls an.
Die Hopoag entstand als Opposition gegen den Führungsanspruch des NSDStB. Diesem ging es weniger um weltanschauliche Gegensätze, als um die Macht in der DSt, indem er versuchte, den Einfluss der Korporationsverbände zurückzudrängen und die „volle Kompetenz über seine korporierten Mitglieder zu erlangen“. Einer der Initiatoren der Gründung der Hopoag war Fritz Hilgenstock, Vorsitzender des Hochschulpolitischen Ausschusses der DB. Er bedauerte den Konflikt mit dem NSDStB, weil „es sich letzten Endes … um einen Bruderkampf“ handeln würde, und betonte die „Zustimmung zu den Grundgedanken des Nationalsozialismus“. Der NSDStB wirke sich „zum Schaden der nationalsozialistischen Bewegung“ aus.
Die AStA-Wahlen des Wintersemesters 1932/33 brachten dem NSDStB zwar empfindliche Stimmenverluste, der Erfolg der Hopoag kam jedoch viel zu spät. Nach der „Machtergreifung“ durch die Nationalsozialisten wurde im April 1933 die Geschäftsstelle der Hopoag handstreichartig von der SA besetzt und die Hopoag zur Selbstauflösung gezwungen.